# Cavanac
Cavanac là một xã của Pháp, nằm ở tỉnh Aude trong vùng Occitanie. Người dân địa phương trong tiếng Pháp gọi là Cavanacais.
Cavanac có cự ly 6 km về phía nam Carcassonne.
Các xã giáp ranh: Leuc, Cazilhac và Couffoulens.

## Hành chính
| Danh sách các xã trưởng                |                  |                |       |         |
| Giai đoạn                              | Giai đoạn        | Tên            | Đảng  | Tư cách |
| tháng 3 năm 2008                       | tháng 3 năm 2014 | Henri Sournies | Aucun |         |
| tháng 3 năm 2001                       | tháng 3 năm 2008 | Henri Sournies | Aucun |         |
| Tất cả các dữ liệu trước đây không rõ. |                  |                |       |         |

## Thông tin nhân khẩu
| Năm    | 1962 | 1968 | 1975 | 1982 | 1990 | 1999 | 2004 | 2006 |
| ------ | ---- | ---- | ---- | ---- | ---- | ---- | ---- | ---- |
| Dân số | 456  | 495  | 521  | 581  | 676  | 665  | 773  | 911  |